# Сеговия, Матиас
Мати́ас Эмануэ́ль Сего́вия Тора́лес (исп. Matías Emanuel Segovia Torales; род. 4 января 2003, Каагуасу, Каагуасу) — парагвайский футболист, полузащитник клуба «Ботафого», выступающий на правах аренды за клуб «РВДМ47».

## Клубная карьера
Сеговия — воспитанник клуба «Гуарани Асунсьон». 1 декабря 2019 года в матче против «Соль де Америка» он дебютировал в парагвайской Примере. 7 марта 2022 года в поединке против «12 октября» Матиас забил свой первый гол за «Гуарани». В марте 2023 года Сеговия перешёл в бразильский «Ботафого». Сумма трансфера составила 1,2 млн. евро. 

## Международная карьера
В 2019 году Сеговия в составе юношеской сборной Парагвая принял участие в юношеском чемпионате мира в Бразилии. На турнире он сыграл в матчах против команд Мексики, Соломоновых Островов, Аргентины и Нидерландов. В поединке против островитян Матиас забил гол.
В 2023 году в составе молодёжной сборной Парагвая Сеговия принял участие в молодёжном чемпионате Южной Америки в Колумбии. На турнире он сыграл в матчах против сборных Аргентины, Перу, Венесуэлы, Уругвая, Эквадора, Бразилии, а также дважды Колумбии.  